# Reckless (boekenreeks)
Reckless is een boekenreeks geschreven door Cornelia Funke, met de hulp van Lionel Wigram. In een interview heeft Funke bevestigd dat Reckless zal bestaan uit 5 delen, en dus een "pentalogie" wordt. De naam Reckless kan in het Nederlands vertaald worden als roekeloos, maar verwijst hier ook naar de achternaam van de hoofdrolspeler, Jacob Reckless (wat vertaald dus eigenlijk Jacob Roekeloos betekent). Het eerste deel is wereldwijd uitgekomen op 29 september 2010. Het tweede deel, Levende Schaduwen, kwam uit in augustus 2013 en het derde deel, Het Gouden Garen, verscheen in januari 2017.

## Reckless 1 - Achter De Spiegel
De 12-jarige Jacob Reckless komt erachter dat de spiegel die in de werkkamer van zijn verdwenen vader staat, een groot geheim bevat. Hij kan erdoor stappen. En wanneer hij dat heeft gedaan, ziet hij dat achter de spiegel nog een wereld ligt - niet de onze...
Jacob Reckless is nu 24. Hij reist nog steeds naar die andere wereld - hij zit meer daar dan hier. Maar dan slaat het noodlot toe. Zijn jongere broer Will reist, zonder toestemming, met Jacob mee. Helaas wordt Will gekrabd door een goyl, wezens met een huid van steen die de mensen kwaad willen doen en een oorlog willen ontketenen. Daardoor zal hij langzaam in een goyl veranderen, en door een machtige fee wordt hij ook nog eens een zeldzame jadegoyl. Samen met Will, diens grote liefde Clara en zijn vriendin Vos gaat Jacob op zoek naar een remedie om de vloek die over Will uitgeroepen is, te stoppen. Het wordt een race tegen de klok om Wills oude gedaante te behouden. Kunnen ze de vloek tegenhouden, of blijft Will echt versteend bij de goyl, achter de spiegel?

## Reckless 2 - Levende Schaduwen
Jacob Reckless is radeloos. Hij is maanden aan een stuk het Europa in de Spiegelwereld aan het doorkruisen, op zoek naar middelen om zijn leven te redden. Magische middelen die nooit werken...
Want Jacob is, door de naam van de Duistere Fee uit te spreken vervloekt met een gruwelijke straf: zijn dood. Wanneer de mot op zijn huid aan zijn hart loskomt, zal hij sterven. Dit is de vreselijke wraak van de Rode Fee, die Jacob haat omdat hij haar achterliet, terwijl ze van hem hield.
Nu heeft Jacob nog maar drie maanden om zijn leven te redden, met de hulp van Vos, zijn gedaanteverwisselende vriendin. Uiteindelijk besluit hij om al zijn aandacht op zijn laatste hoop te richten: een wapen dat, eens gevonden, zijn leven kan redden indien het goed gebruikt wordt. Maar bij fout gebruik zal het de dood van duizenden veroorzaken.
Bovendien is Jacob niet alleen op zoek naar dit wapen: hij krijgt concurrentie van Nerron, een goyl werkend in opdracht van de koning.
Jacob moet alles op alles zetten om het wapen te vinden, het uit handen van Nerron te houden én het zo te gebruiken dat hij kan blijven leven en zo de Rode Fee overwint...

## Hoofdpersonages
Jacob RecklessZijn naam kan je vertalen als Jacob Roekeloos. Op zijn twaalfde ontdekte hij de wereld achter de spiegel en sindsdien zit hij meer daar dan hier. Hij is nu 24 en heeft al een heleboel relaties achter de rug, onder andere met Miranda de Rode Fee, een heks en een kamermeisje van de keizerin. Sinds zijn vader gestorven is, raakte zijn moeder depressief - tot zij ook stierf - en sindsdien verkiest hij zijn vrienden in de Spiegelwereld boven de familie die hij hier heeft. Hij wil het liefste de angst voelen. Hij wordt door de keizerin beschreven als "de beste schattenjager die ik heb". Bij haar is hij al 7 keer op audiëntie geweest.
Vos/CelesteZe is een meisje, een vos en een gedaanteverwisselaar. Ze is de beste vriendin van Jacob en is verliefd op hem. Iedereen noemt haar dan ook Vos. Ze prefereert haar vossengedaante boven haar meisjesgedaante. Er wordt in het verhaal gezegd dat zij Jacob beter kent dan hij zichzelf.
Will RecklessWill is de broer van Jacob en zo'n acht jaar jonger. Hij is verliefd op Clara, en heeft haar ontmoet in het ziekenhuis. Will ging met Jacob ongevraagd mee door de spiegel en raakte daar vervloekt door een Goyl. Het is een tijdrace die ze moeten afleggen om hem terug gezond te krijgen, anders zal hij veranderen in de Jadegoyl, een Goyl uit legenden, en dat kan maar beter voorkomen worden.
ClaraDit is de vriendin van Will. Ze studeert medicijnen en heeft Will leren kennen in het ziekenhuis toen ze daar op stage was. Hoewel Jacob haar probeert over te halen om thuis te blijven, verkiest ze toch om met hen mee te gaan omdat ze zoveel van Will houdt. Ze beseft dat, hoewel ze Will nu al een paar jaar kent, ze eigenlijk niets weet over zijn broer. Doorheen het verhaal komt ze erachter dat Will Jacob eigenlijk ook niet kent.
Albert ChanuteHij is net als Jacob een schattenjager voor de keizerin. Hij heeft Jacob zo opgeleid en die beziet hem nu zoals een vaderfiguur. Hij drinkt en kan wel gewelddadig worden, maar desondanks houdt Jacob van hem. Hij is 3 maal op audiëntie bij de keizerin geweest.
Keizerin Therese van AustriëTherese is de keizerin van Austrië. Ze heeft schattenjagers in dienst om haar schatten te brengen van over heel het rijk. Twee daarvan zijn Jacob en Chanute. Ze heeft een dochter en houdt er niet van als je haar recht aankijkt.
Evenaught ValiantHij is een dwerg die Jacob nog kent van vroeger en waar hij geen goede herinneringen aan heeft overgehouden. Toch vergezeld hij hen nu op hun reis.
Miranda, de Rode FeeZe is een van de minnaressen van Jacob en de zus van de Zwarte Fee. Ze geneest hem van zijn verwondingen, gemaakt door eenhoorns. Dan blijft hij een jaar bij haar. Op het einde van het verhaal komt Jacob erachter dat ze toch niet heeft vergeven dat hij haar verlaten heeft.
De Zwarte FeeZij is de zus van Miranda en de vrouw van Kami'en, een Goyl. Ze is door de andere Feeën verstoten omdat ze haar huis heeft verlaten. Ze wordt gedwongen door Jacob om Will te helpen en ze waarschuwt hem voor Miranda (aka de Rode Fee)
Kami'en en HentzauTwee Goyl, de eerste de koning en de tweede officier. Kami'en is getrouwd met de Zwarte Fee.
Nerroneen half goyl (barbaar) die in het tweede deel dezelfde schat zoekt als Jacob.